# Martin Koukal
Martin Koukal (* 25. září 1978 Nové Město na Moravě) je český lyžařský trenér a bývalý reprezentant v běhu na lyžích, mistr světa na 50 km z MS 2003 ve Val di Fiemme a bronzový medailista ze štafety 4×10 km ze Zimních olympijských her 2010.

## Sportovní kariéra
Od svých pěti do deseti let hrál také hokej za HC ŽDAS Žďár nad Sázavou. Poté se soustředil pouze na lyžování. Poprvé se závodu Světového poháru v běhu na lyžích zúčastnil 13. prosince 1997 ve Val di Fiemme. Absolvoval čtvery zimní olympijské hry (Nagano 1998, Salt Lake City 2002, Turín 2006 a Vancouver 2010) a osm mistrovství světa v běhu na lyžích (Trondheim 1997, Ramsau 1999, Lahti 2001, Val di Fiemme 2003, Oberstdorf 2005, Sapporo 2007, Liberec 2009, Oslo 2011). Nejlepších výsledků dosahoval ve dvou zcela odlišných disciplínách – ve sprintu a v maratonu. V roce 2003 dosáhl v samotném závěru mistrovství světa v italském Val di Fiemme obrovského úspěchu: překvapivě zvítězil v královské běžecké disciplíně, běhu na 50 kilometrů volnou technikou. Získal tak vůbec první titul pro českou reprezentaci na mistrovství v běhu na lyžích v historii samostatného státu. Dne 24. září 2014 ohlásil ukončení sportovní kariéry.
Zúčastnil se tří horolezeckých expedic: Huascarán 2001, Kančendženga 2002, Čo Oju 2004. Dosáhl vrcholu Čo Oju (8201 m) bez použití kyslíkového přístroje.
Dne 16. ledna 2017 se stal trenérem mužské reprezentace v běhu na lyžích.

## Osobní život
Žije ve Žďáru nad Sázavou a také v Liberci. Je ženatý, s manželkou Vandou mají syna Sebastiana (narozen v říjnu 2006) a dceru Sandru (narozena v srpnu 2009). K jeho zálibám patří hokej, horolezectví, squash. Závodil za Duklu Liberec, jeho osobním trenérem byl Jan Baranyk, externě spolupracoval se švédským trenérem Christerem Skogem. Má mladšího bratra Petra, který se profesionálně věnuje lednímu hokeji. Jeho otec František Koukal († 15. dubna 2017) byl lékař, matka Božena byla učitelka v mateřské škole.

## Výsledky

### Výsledky ve Světovém poháru
| Sezóna  | Věk | Sezónní výsledky | Sezónní výsledky | Sezónní výsledky | Sezónní výsledky | Výsledky na Ski Tour | Výsledky na Ski Tour | Výsledky na Ski Tour |
| Sezóna  | Věk | Celkově          | Distance         | Sprinty          | Nordic Opening   | Tour de Ski          | WC Final             |                      |
| ------- | --- | ---------------- | ---------------- | ---------------- | ---------------- | -------------------- | -------------------- | -------------------- |
| 1996/97 | 18  | 94.              | —                | —                | —                | —                    | —                    |                      |
| 1997/98 | 19  | —                | —                | —                | —                | —                    | —                    |                      |
| 1998/99 | 20  | 31.              | —                | 51.              | —                | —                    | —                    |                      |
| 1999/00 | 21  | 50.              | —                | 25.              | —                | —                    | —                    |                      |
| 2000/01 | 22  | 52.              | —                | 21.              | —                | —                    | —                    |                      |
| 2001/02 | 23  | 41.              | —                | 26.              | —                | —                    | —                    |                      |
| 2002/03 | 24  | 23.              | —                | 20.              | —                | —                    | —                    |                      |
| 2003/04 | 25  | 48.              | —                | 16.              | —                | —                    | —                    |                      |
| 2004/05 | 26  | 59.              | 50.              | 31.              | —                | —                    | —                    |                      |
| 2005/06 | 27  | 86.              | 69.              | 60.              | —                | —                    | —                    |                      |
| 2006/07 | 28  | 42.              | 22.              | —                | —                | DNF                  | —                    |                      |
| 2007/08 | 29  | 33.              | 38.              | 48.              | —                | 12.                  | 34.                  |                      |
| 2008/09 | 30  | 45.              | 36.              | —                | —                | —                    | 9.                   |                      |
| 2009/10 | 31  | 55.              | 75.              | 27.              | —                | 28.                  | —                    |                      |
| 2010/11 | 32  | 114.             | —                | 66.              | DNF              | DNF                  | —                    |                      |

#### Umístění v první desítce

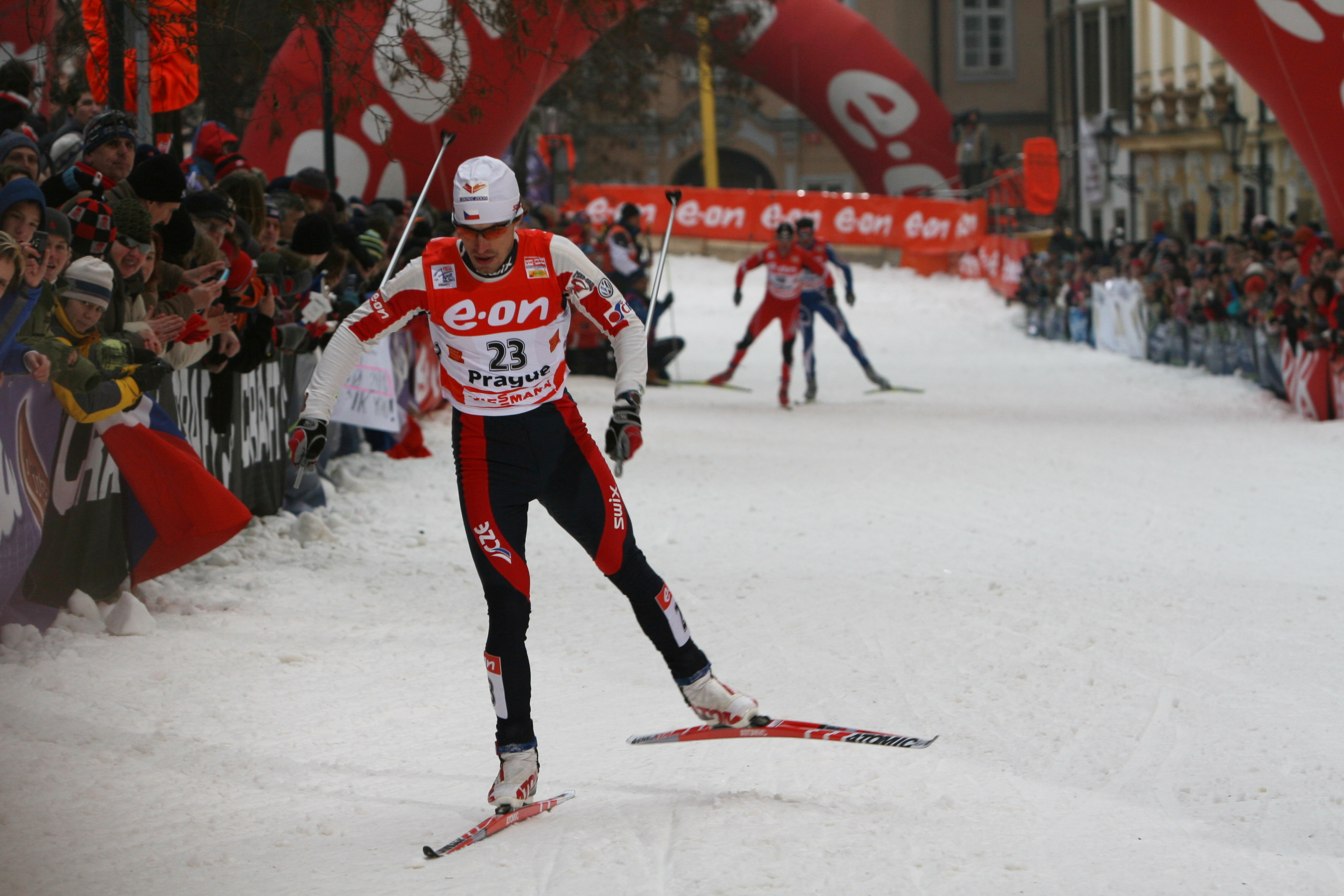
Martin Koukal na Tour de Ski, Praha 2007

- Muonio 28. 11. 1998 – 7. místo v běhu na 10 km
- Garmisch Partenkirchen 28. 12. 1999 – 3. místo ve sprintu
- Engelberg 28. 12. 2000 – 9. místo ve sprintu
- Kuopio 25. 11. 2001 – 7. místo v běhu na 10 km
- Cogne 9. 12. 2001 – 7. místo ve sprintu
- Clusone 11. 12. 2002 – 6. místo ve sprintu
- Ramsau 21. 12. 2002 – 5. místo v kombinaci
- Nové Město na Moravě 18. 1. 2003 – 8. místo v běhu na 15 km
- Reit im Winkel 12. 2. 2003 – 5. místo v běhu na 10 km
- Düsseldorf 25.10. 2003 – 2. místo ve sprintu
- Trondheim 24. 2. 2004 – 7. místo ve sprintu
- Reit im Winkel 12. 2. 2005 – 9. místo v běhu na 15 km
- Gällivare 18. 11. 2006 – 10. místo v běhu na 15 km
- La Clusaz 16. 12. 2006 – 6. místo v běhu na 30 km
- Nové Město na Moravě 1. 1. 2008 – 2. místo v běhu na 15 km volnou technikou (v rámci Tour de Ski)

### Výsledky na OH
| Rok  | Věk | 10 km | 15 km | 30 km skiatlon | 30 km | 50 km hromadný start | sprint | 4 × 10 km štafeta | sprint dvojic |
| ---- | --- | ----- | ----- | -------------- | ----- | -------------------- | ------ | ----------------- | ------------- |
| 1998 | 19  | 35.   | —     | 37.            | —     | —                    | —      | 15.               | —             |
| 2002 | 23  | —     | —     | 44.            | 20.   | —                    | 10.    | 7.                | —             |
| 2006 | 27  | —     | —     | 21.            | —     | 7.                   | 15.    | 9.                | 10.           |
| 2010 | 31  | —     | 18.   | DNF            | —     | —                    | —      | 3.                | 6.            |

### Výsledky na MS
| Rok  | Věk | 10 km | 15 km | 30 km skiatlon | 30 km | 50 km hromadný start | sprint | 4 × 10 km štafeta | sprint dvojic |
| ---- | --- | ----- | ----- | -------------- | ----- | -------------------- | ------ | ----------------- | ------------- |
| 1997 | 18  | 79.   | —     | 37.            | 27.   | —                    | —      | —                 | —             |
| 1999 | 20  | 46.   | —     | 23.            | 22.   |                      | —      | 8.                | —             |
| 2001 | 22  | —     | 51.   | 37.            | —     | 38.                  | 14.    | 14.               | —             |
| 2003 | 24  | —     | —     | 6.             | —     | 1.                   | 5.     | 7.                | —             |
| 2005 | 26  | —     | 52.   | 27.            | —     | —                    | —      | 8.                | 3.            |
| 2007 | 28  | —     | 26.   | DNF            | —     | 21.                  | —      | 8.                | —             |
| 2009 | 30  | —     | —     | 9.             | —     | 7.                   | —      | 11.               | —             |
| 2011 | 32  | —     | —     | 51.            | —     | 23.                  | 23.    | 8.                | —             |

### Ankety a ocenění
- 2003 Král bílé stopy – nejlepší lyžař ČR
- 2003 Sportovec roku – 2. místo